# Tipula (Acutipula) persegnis
Tipula (Acutipula) persegnis is een tweevleugelige uit de familie langpootmuggen (Tipulidae). De soort komt voor in het Oriëntaals gebied.